# Bennettsville
Bennettsville is een plaats (city) in de Amerikaanse staat South Carolina, en valt bestuurlijk gezien onder Marlboro County.

## Demografie
Bij de volkstelling in 2000 werd het aantal inwoners vastgesteld op 9425.
In 2006 is het aantal inwoners door het United States Census Bureau geschat op 10.692, een stijging van 1267 (13,4%).

## Geografie
Volgens het United States Census Bureau beslaat de plaats een oppervlakte van
16,1 km², waarvan 14,5 km² land en 1,6 km² water.

## Plaatsen in de nabije omgeving
De onderstaande figuur toont nabijgelegen plaatsen in een straal van 20 km rond Bennettsville.